# Shabkhūs Sarā
Shabkhūs Sarā (persiska: شبخوس سرا) är en ort i Iran.   Den ligger i provinsen Gilan, i den norra delen av landet, 180 km nordväst om huvudstaden Teheran. Shabkhūs Sarā ligger 76 meter över havet och antalet invånare är 121.
Terrängen runt Shabkhūs Sarā är varierad. Runt Shabkhūs Sarā är det ganska tätbefolkat, med 134 invånare per kvadratkilometer. Närmaste större samhälle är Langarud, 18,4 km norr om Shabkhūs Sarā. I omgivningarna runt Shabkhūs Sarā växer i huvudsak blandskog.